# Kuhlia sandvicensis
Kuhlia sandvicensis és una espècie de peix pertanyent a la família Kuhliidae.

## Descripció
- Pot arribar a fer 21,4 cm de llargària màxima.
- 10 espines i 11-12 radis tous a l'aleta dorsal i 3 espines i 11-12 radis tous a l'anal.
- És platejat amb la vora posterior de l'aleta caudal de color negrós.[3][4]

## Alimentació
Menja peixos, insectes i d'altres invertebrats.

## Hàbitat
És un peix marí, d'aigua dolça i salabrosa; bentopelàgic; amfídrom i de clima tropical.

## Distribució geogràfica
Es troba àmpliament distribuït al voltant de les illes oceàniques del Pacífic.

## Observacions
És inofensiu per als humans.